# 매사추세츠주 의사당

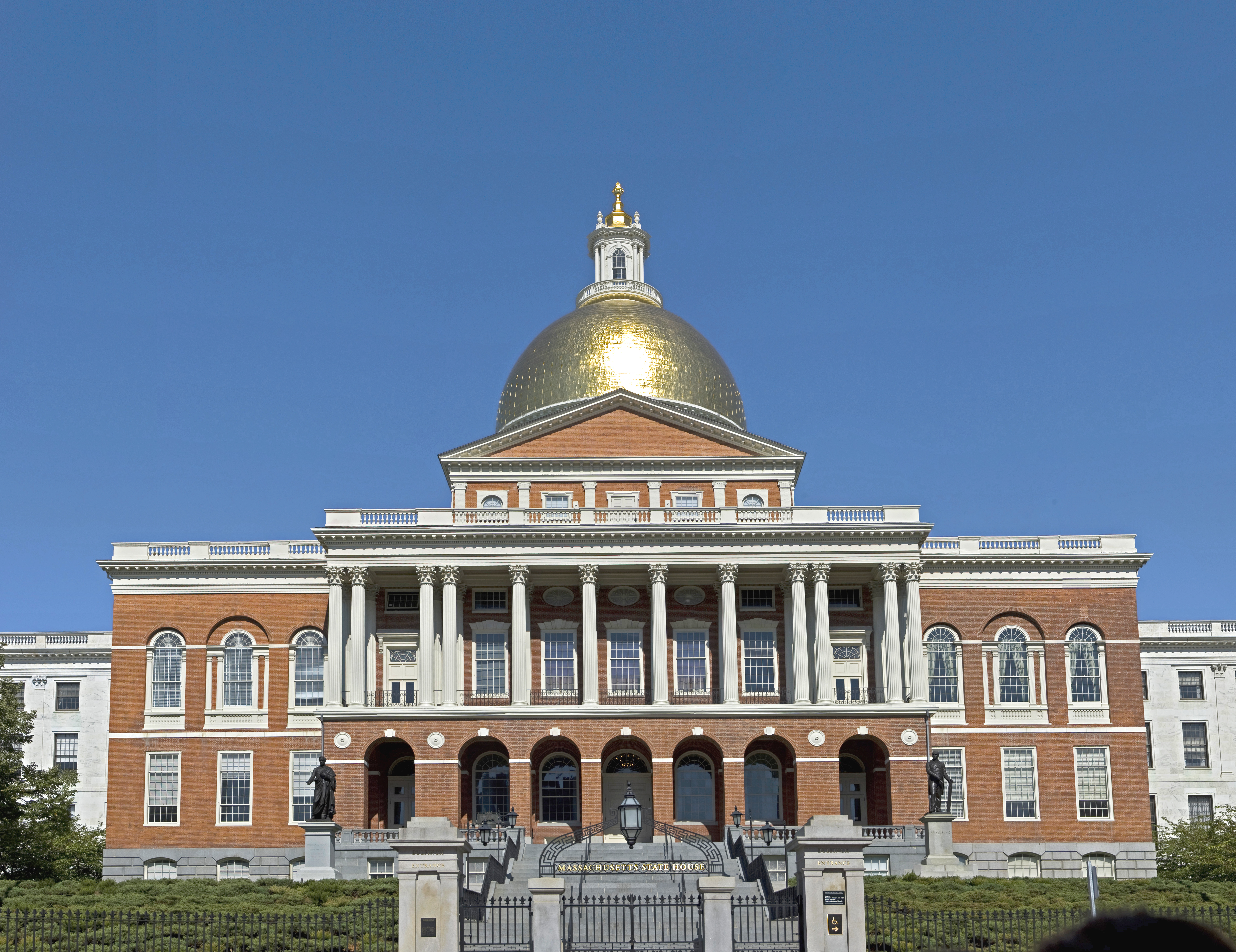
매사추세츠주 의사당

매사추세츠주 의사당(Massachusetts State House)은 미국 매사추세츠주의 주지사의 주 정부 사무실 및 의회를 보유한 건물이다. 주도인 보스턴 시내 중심인 비컨힐 지역에 위치한다.